# Las Ventas con Peña Aguilera
Las Ventas con Peña Aguilera es un municipio y localidad española de la provincia de Toledo, en la comunidad autónoma de Castilla-La Mancha. El término municipal tiene una población de 1118 habitantes (INE 2024). 

## Toponimia
El término de Ventas con Peña Aguilera proviene de los pueblos habitados antes del siglo XV:
Ventas proviene de Las Ventillas que antiguamente se situaba donde esta el pueblo actualmente. Fueron un pequeño grupo de personas que se establecieron allí y tenían pequeños comercios.
Peña Aguilera era el nombre antiguo del pueblo, este se situaba en el valle del Chorrito.
Por último, el pueblo que se situaba en el cerro llamado Santa María del Águila.
Al no tener Peña Aguilera los suficientes habitantes Ventas, empezó a repoblar formando Ventas con  Peña Aguilera.

## Geografía

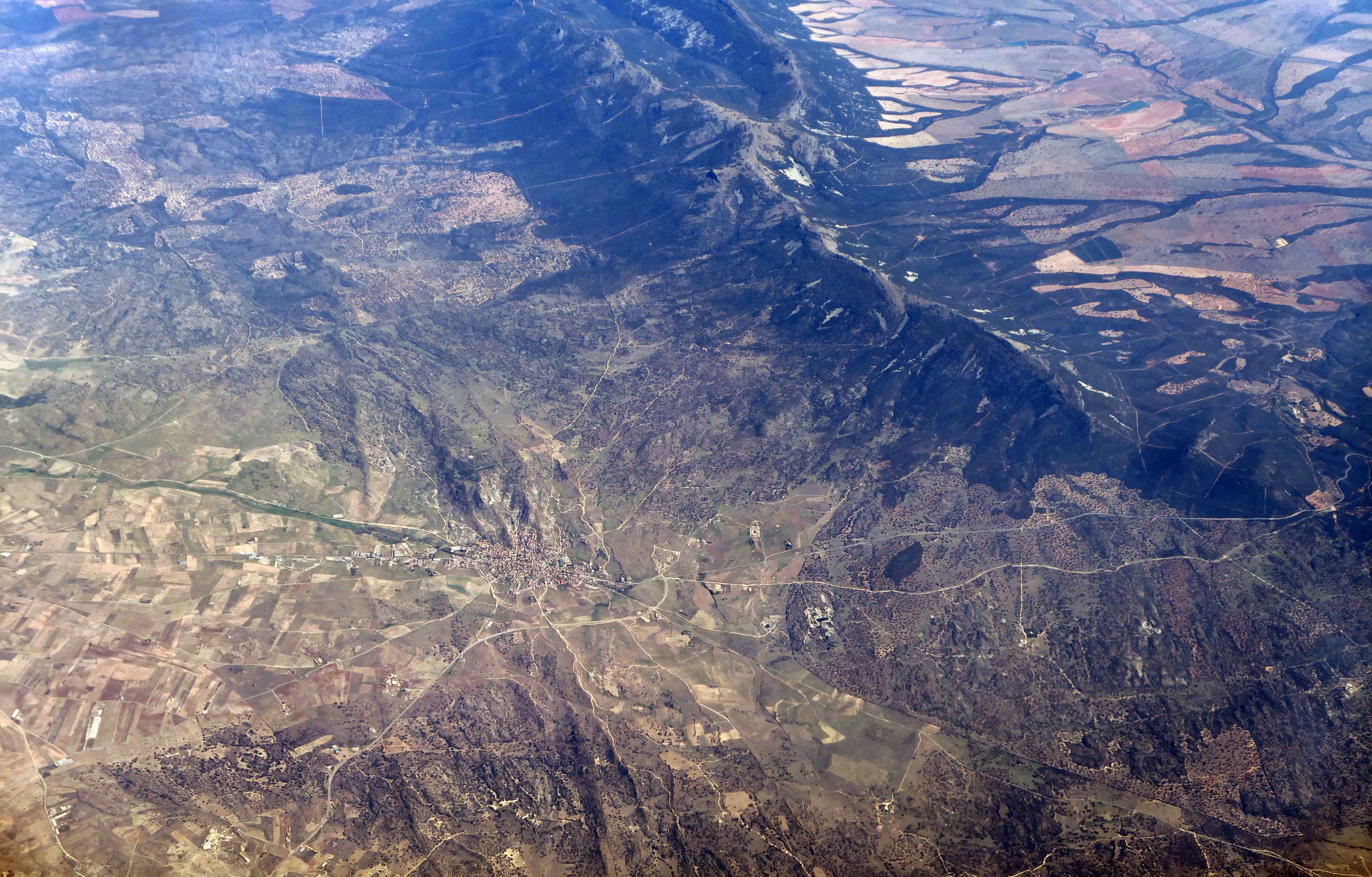
Vista aérea

La localidad de Las Ventas con Peña Aguilera se encuentra en la España central a 118 km por carretera de Madrid y a 38 km de Toledo. Linda con los términos municipales de Retuerta del Bullaque en la provincia de Ciudad Real y Menasalbas, Cuerva, Pulgar, Mazarambroz y San Pablo de los Montes en la de Toledo.
| Noroeste: Menasalbas             | Norte: Cuerva                             | Noreste: Pulgar y Mazarambroz  |
| Oeste: San Pablo de los Montes   |                                           | Este: Mazarambroz              |
| Suroeste San Pablo de los Montes | Sur: El Molinillo (Retuerta del Bullaque) | Sureste: Retuerta del Bullaque |

## Historia
Se han encontrado restos arqueológicos de distintas culturas que se afincaron en el término municipal.[cita requerida]
En el siglo XV, la población de Las Ventillas se unió con la más antigua de Peña Aguilera, dando origen a la población de Las Ventas con Peña Aguilera con carta puebla otorgada en 1423 por Juan II.[cita requerida]
De acuerdo con las relaciones topográficas de Felipe II, las piedras para la Catedral y el Alcázar de Toledo se sacaron en 1576 de las canteras de este pueblo.
La ermita dedicada a la patrona del pueblo, la Virgen del Águila, data del siglo XVI. En su interior se encuentra la talla de la Virgen que tiene la característica de ser la segunda Virgen más pequeña de España con tan solo 7 cm de altura a pesar de haber sido destruida durante la guerra civil española.

## Demografía
Cuenta con una población de 1118 habitantes (INE 2024).
| Gráfica de evolución demográfica de Las Ventas con Peña Aguilera entre 1842 y 2021                                    |
| |
| Población de derecho según los censos de población del INE. Población de hecho según los censos de población del INE. |

## Economía
Las principales actividades económicas son la agricultura, la artesanía y la industria del cuero, con numerosas tiendas que ofrecen variados productos de marroquinería y prendas de vestir. Son conocidas estas tiendas por las gentes del mundo del toro, numerosos espadas forman parte de la clientela habitual. Especialistas en la preparación de carne de venao típica de los Montes de Toledo. Destaca también el trabajo de la piedra ya que de las canteras de Las Ventas con Peña Aguilera se extrajeron las piedras usadas en la construcción de edificios tan emblemáticos como el Alcázar de Toledo o la Catedral de Toledo.

## Transporte

### Carreteras
Estas son las carreteras que pasan por el municipio de Las Ventas con Peña Aguilera:
| Identificador | Denominación                                                        | Itinerario                                             |
| ------------- | ------------------------------------------------------------------- | ------------------------------------------------------ |
| CM-4021       | Carretera de Las Ventas con Peña Aguilera a Cuerva                  | Cuerva - Las Ventas con Peña Aguilera                  |
| TO-3638       | Carretera de Las Ventas con Peña Aguilera a San Pablo de los Montes | Las Ventas con Peña Aguilera - San Pablo de los Montes |
| CM-403        | Carretera de Piedrabuena                                            | Menasalbas (rotonda con CM-401) - Piedrabuena          |

### Autobús
El pueblo tiene conexión con otras poblaciones a través del transporte por autobús, como por ejemplo Piedrabuena, Madrid o Toledo a través de las líneas Madrid (Estación Sur de Autobuses) - Piedrabuena Grupo SAMAR línea 014 y Toledo - San Pablo de los Montes Grupo SAMAR línea 024.
| Línea | Recorrido | Operador    |
| ----- | --- | ----------- |
| 014   | Madrid (Estación Sur) - Getafe - Parla - Toledo - Argés - Layos - Pulgar - Cuerva - Las Ventas con Peña Aguilera | Grupo SAMAR |
| 024   | Toledo - Argés - Layos - Pulgar - Cuerva - Las Ventas con Peña Aguilera                                          | Grupo SAMAR |

## Símbolos
Escudo de un solo cuartel: de oro, una peña, con  un águila exployada, de sable, sosteniendo sendas ruedas, de sinople, con sus garras. Al timbre, corona real cerrada.
El escudo de Las Ventas con Peña Aguilera fue encargado por el Ayuntamiento a los heraldistas e historiadores José Luis Ruz Márquez y Buenaventura Leblic García, quienes lo realizaron apoyándose en la unión en el siglo XV de las poblaciones de Peña Aguilera y Las Ventillas.  Escudo e informe obtuvieron la aprobación de la Real Academia de la Historia en junta de 30 de junio de 1989.

## Administración
| Periodo   | Nombre                      | Partido   |
| --------- | --------------------------- | --------- |
| 1979-1983 | Mariano Utrilla Gómez       | UCD       |
| 1983-1987 | Ángel Gutiérrez Serrano     | AP/PDP/UL |
| 1987-1991 | Javier Romero Cid           | PSOE      |

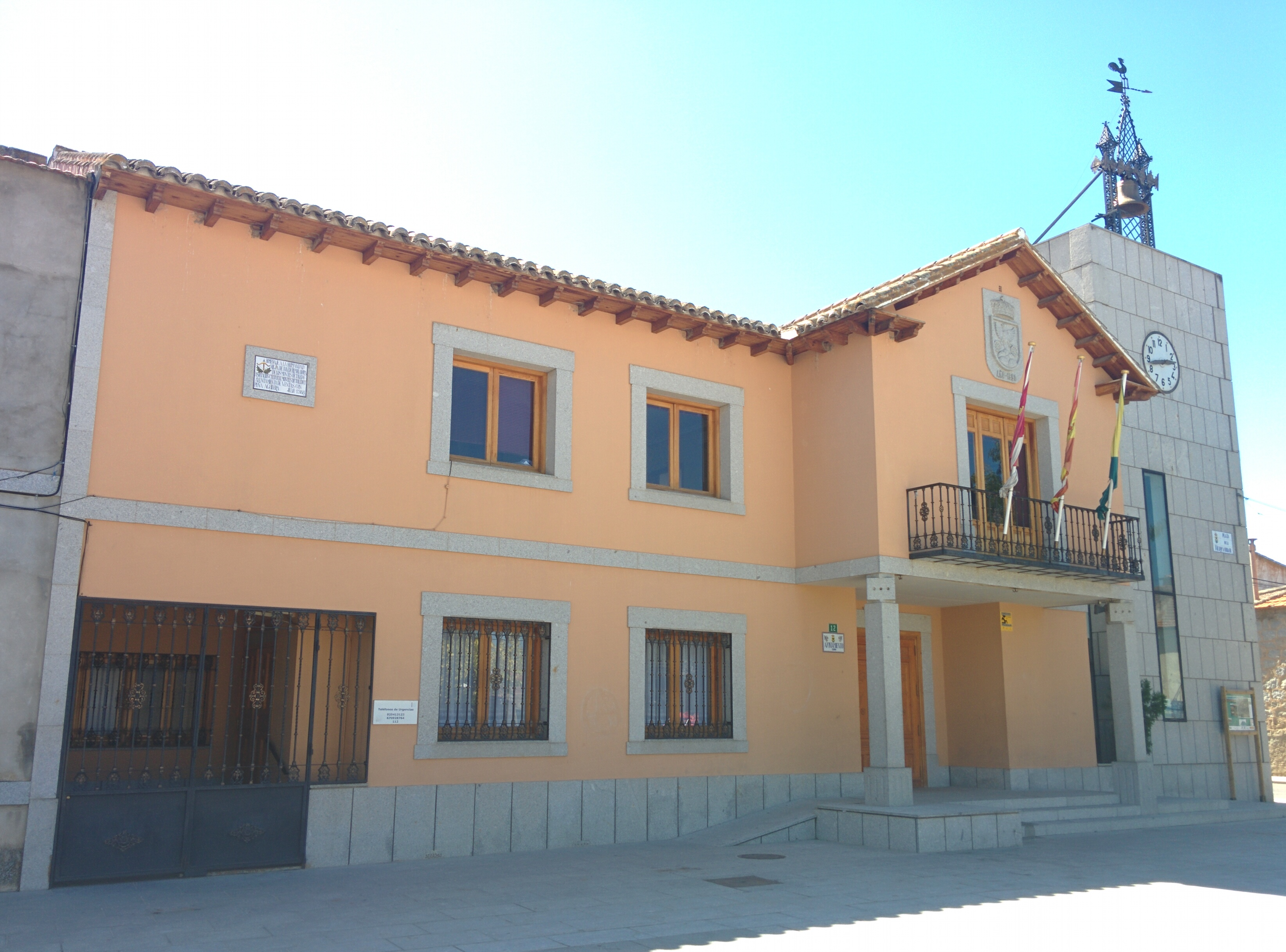
Casa consistorial

| 1991-1995 | Visitación Parrilla Utrilla | PSOE      |
| 1995-1999 | Visitación Parrilla Utrilla | PSOE      |
| 1999-2003 | Jesús Medina Isabel         | PSOE      |
| 2003-2007 | Francisco Izquierdo Gómez   | PSOE      |
| 2007-2011 | Francisco Izquierdo Gómez   | PSOE      |
| 2011-2015 | Luis Celestino de la Vega   | PP        |
| 2015-2019 | Luis Celestino de la Vega   | PP        |
| 2019-2023 | Luis Celestino de la Vega   | PP        |
| 2023-act. | Luis Celestino de la Vega   | PP        |

| Candidaturas con representación | Candidaturas con representación          | 2023  | 2023  | 2023       |
| Candidaturas con representación | Candidaturas con representación          | %     | Votos | Concejales |
|                                 | Partido Popular (PP)                     | 63,54 | 549   | 6          |
|                                 | Partido Socialista Obrero Español (PSOE) | 36,11 | 312   | 3          |

## Patrimonio

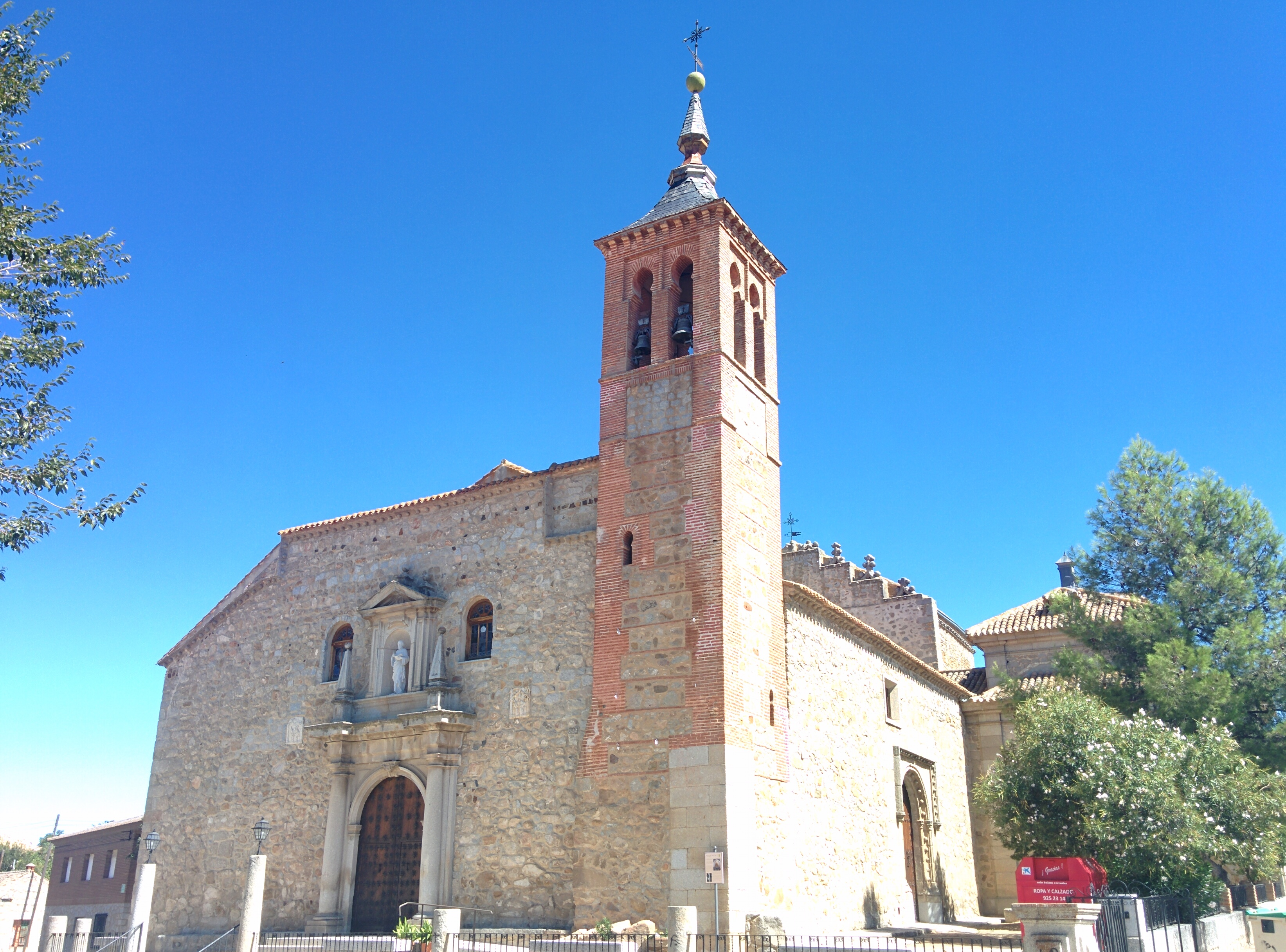
Iglesia de San Pedro Apóstol

A destacar las ermitas de Nuestra Señora del Águila y Santa Lucía del siglo XV, la Torre de los moros y la iglesia parroquial de San Pedro Apóstol.
Etnomuseo de los pueblos de Siberia y Asia Central.
Molino El Lirio, inactivo desde 1917 y restaurado en 2018 con piezas lo más parecidas a las originales de los molinos del siglo XV. Actualmente es posible visitarlo y anualmente además se organizan fiestas de la molienda. El molino se encuentra en el cerro Lirio situado junto a la ermita de Nuestra Señora del Águila.

## Fiestas
- Lunes y martes de Pascua: Virgen del Águila.
- Lunes siguiente del domingo de Pascua: fiesta del Arroz con Leche.
- Primer fin de semana de septiembre: Virgen del Milagro (romería con carrozas).
- Tradicionalmente del 23 al 27 de septiembre: fiestas en honor a Nuestra Señora del Águila.
- Noche del 12 de diciembre: Santa Lucía. Luminarias por todo el pueblo.